# Spathiphyllum brevirostre
Spathiphyllum brevirostre là một loài thực vật có hoa trong họ Ráy (Araceae). Loài này được (Liebm.) Schott miêu tả khoa học đầu tiên năm 1853.